# Vila Verde
Vila Verde (portugiesisch für Grüne Stadt) ist eine Kleinstadt (Vila) im Norden Portugals.

## Vorgeschichte
Die Nekropole von Bustelo ist eine der größten in Portugal mit 36 Mamoas und zwei Menhire (Penedos da Portela und Pedrogo) in den Vororten Montes do Borrelho und Moinho Velho in den Gemeinden Gondiães, Dossãos, Godinhaços, Nevogilde, Duas Igrejas, Mós, Pico de Regalados, Pedregais, Carreiras und Portela das Cabras.

## Geschichte

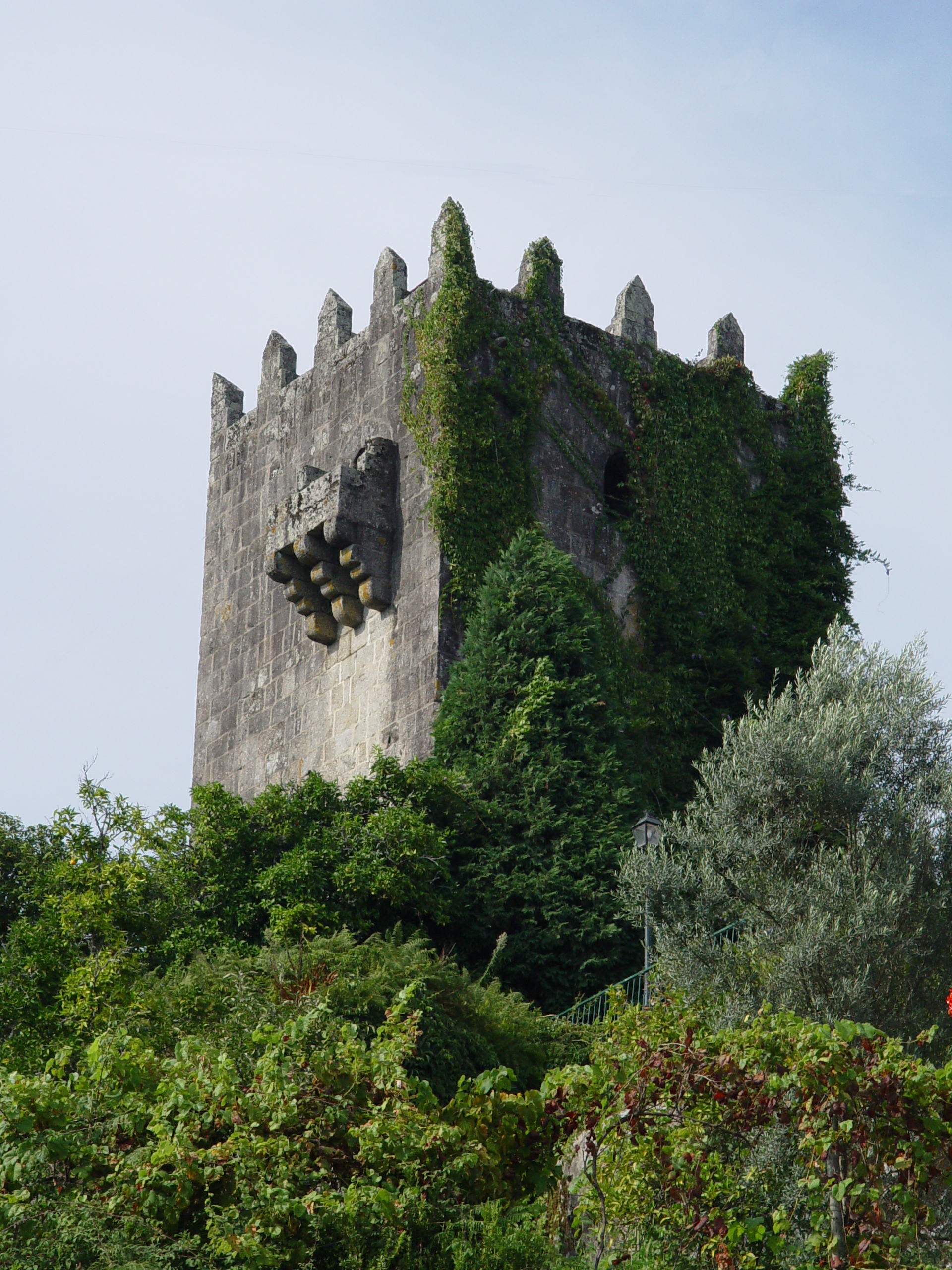
Der Penegateturm aus dem 14. Jahrhundert

Die bedeutendsten Funde im Kreis stammen aus der Castrokultur, insbesondere die Citânia de São Julião de Caldelas in der Gemeinde Ponte. Die Römer eroberten das Gebiet im 2. Jahrhundert v. Chr. und richteten hier eine Civitas ein.
Der heutige Ort Vila Verde bestand bereits im 10. Jahrhundert. Im 11. Jahrhundert gehörte das Gebiet der Gräfin Mumadona, die es mit einer Urkunde aus dem Jahr 1089 an die Kirche Igreja de Santo António verkaufte. Im 14. Jahrhundert erhielt der Ort neue Befestigungen. Der Penegateturm ist erhalten geblieben.
Im Verlauf der verschiedenen der Verwaltungsreformen nach der Liberalen Revolution 1822 und dem folgenden Miguelistenkrieg wurde am 24. Oktober 1855 der eigenständige Kreis Vila Verde gegründet, nach Auflösung der Kreise Pico de Regalados, Vila Chã e Larim, Penal und Prado.

## Verwaltung

### Der Kreis
|  |

Vila Verde ist Sitz eines gleichnamigen Kreises (Concelho) im Distrikt Braga. Am 19. April 2021 hatte der Kreis 46.444 Einwohner auf einer Fläche von 228,7 km².
Die Nachbarkreise sind (im Uhrzeigersinn im Norden beginnend): Ponte da Barca, Terras de Bouro, Amares, Braga, Barcelos sowie Ponte de Lima.

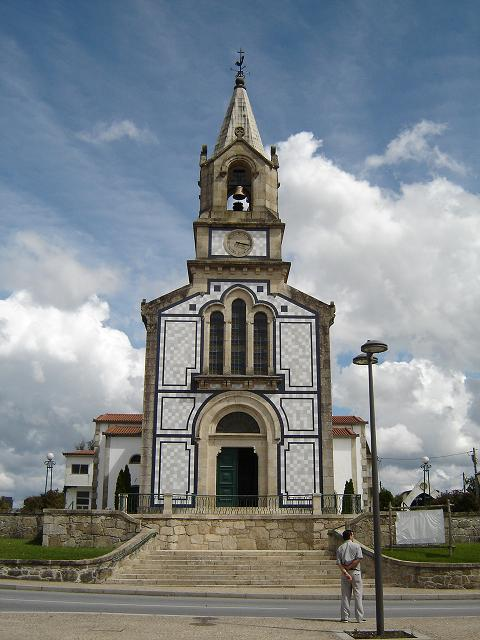
Die Gemeindekirche (Igreja Paroquial, auch Igreja de São Paio) von Vila Verde

Mit der Gebietsreform im September 2013 wurden mehrere Gemeinden zu neuen Gemeinden zusammengefasst, sodass sich die Zahl der Gemeinden von zuvor 58 auf 33 verringerte.
Die folgenden Gemeinden (Freguesias) liegen im Kreis Vila Verde:

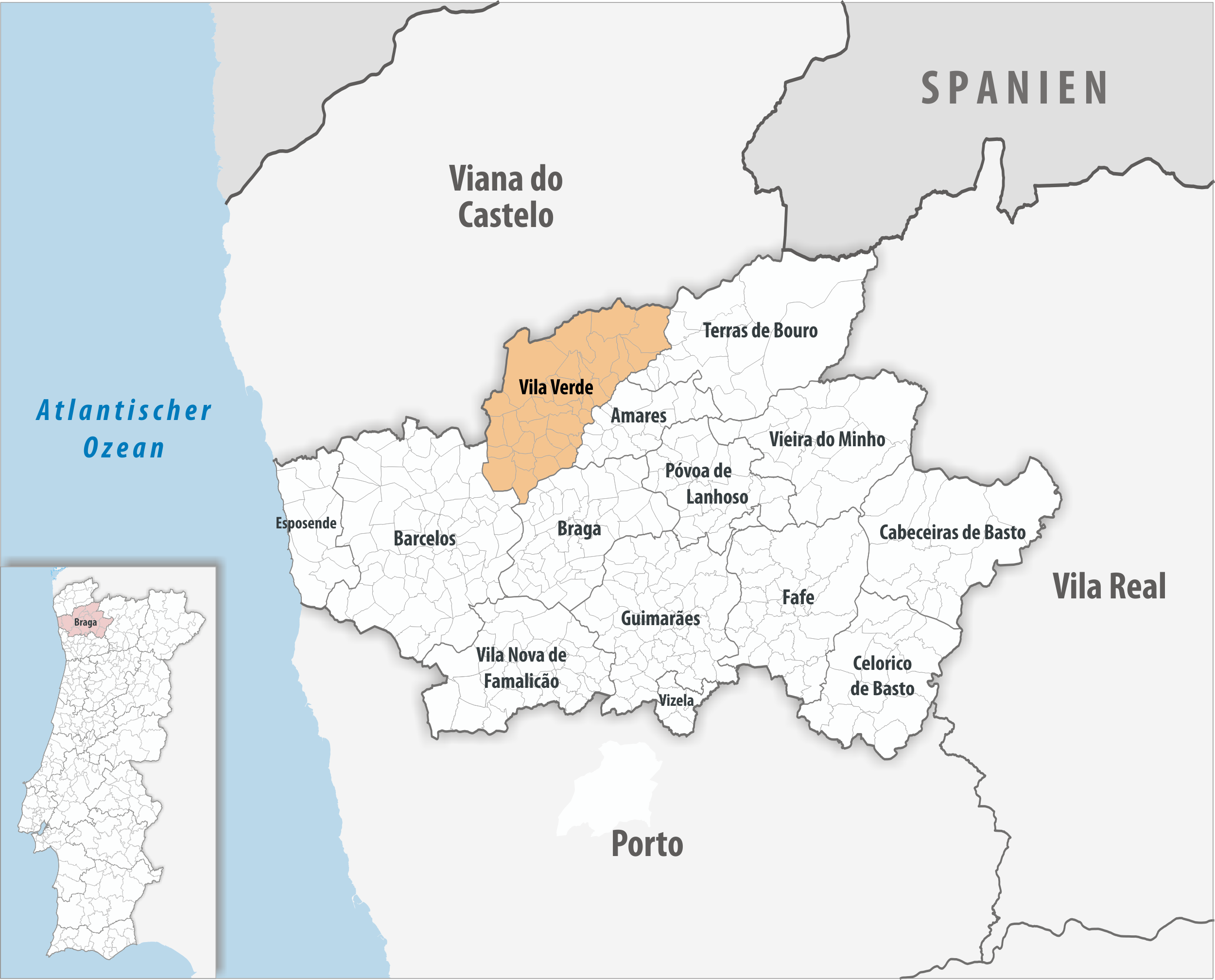
Kreis Vila Verde

| Gemeinde                          | Einwohner (2021) | Fläche km² | Dichte Einw./km² | LAU- Code |
| --------------------------------- | ---------------- | ---------- | ---------------- | --------- |
| Aboim da Nóbrega e Gondomar       | 902              | 14,41      | 63               | 031359    |
| Atães                             | 547              | 4,04       | 136              | 031304    |
| Cabanelas                         | 1.973            | 6,74       | 293              | 031308    |
| Carreiras e Carreiras             | 832              | 4,40       | 189              | 031361    |
| Cervães                           | 1.856            | 10,89      | 170              | 031309    |
| Coucieiro                         | 526              | 4,22       | 125              | 031311    |
| Dossãos                           | 424              | 3,35       | 127              | 031313    |
| Escariz e Escariz                 | 744              | 5,78       | 129              | 031362    |
| Esqueiros, Nevogilde e Travassós  | 922              | 5,02       | 183              | 031363    |
| Freiriz                           | 1.056            | 5,84       | 181              | 031316    |
| Geme                              | 521              | 1,60       | 326              | 031317    |
| Laje                              | 3.054            | 4,67       | 654              | 031323    |
| Lanhas                            | 654              | 1,83       | 357              | 031324    |
| Loureira                          | 1.104            | 1,76       | 627              | 031325    |
| Marrancos e Arcozelo              | 823              | 6,49       | 127              | 031364    |
| Moure                             | 1.378            | 4,50       | 306              | 031328    |
| Oleiros                           | 1.189            | 3,78       | 315              | 031330    |
| Oriz e Oriz                       | 509              | 6,06       | 84               | 031365    |
| Parada de Gatim                   | 707              | 3,22       | 220              | 031331    |
| Pico                              | 516              | 2,80       | 184              | 031335    |
| Pico de Regalados, Gondiães e Mós | 1.553            | 9,53       | 163              | 031366    |
| Ponte                             | 452              | 3,41       | 132              | 031337    |
| Ribeira do Neiva                  | 3.360            | 33,76      | 100              | 031360    |
| Sabariz                           | 448              | 2,07       | 216              | 031340    |
| Sande, Vilarinho, Barros e Gomide | 1.411            | 12,38      | 114              | 031367    |
| São Miguel do Prado               | 653              | 5,51       | 119              | 031350    |
| Soutelo                           | 2.124            | 4,17       | 509              | 031352    |
| Turiz                             | 1.866            | 3,62       | 515              | 031354    |
| Vade                              | 1.453            | 15,64      | 93               | 031369    |
| Valbom, Passô e Valbom            | 595              | 6,19       | 96               | 031368    |
| Valdreu                           | 434              | 17,96      | 24               | 031355    |
| Vila de Prado                     | 4.482            | 5,52       | 813              | 031342    |
| Vila Verde e Barbudo              | 7.376            | 7,52       | 980              | 031370    |
| Kreis Vila Verde                  | 46.444           | 228,68     | 203              | 0313      |

### Bevölkerungsentwicklung
| Einwohnerzahl im Kreis Vila Verde (1864–2011) | Einwohnerzahl im Kreis Vila Verde (1864–2011) | Einwohnerzahl im Kreis Vila Verde (1864–2011) | Einwohnerzahl im Kreis Vila Verde (1864–2011) | Einwohnerzahl im Kreis Vila Verde (1864–2011) | Einwohnerzahl im Kreis Vila Verde (1864–2011) | Einwohnerzahl im Kreis Vila Verde (1864–2011) | Einwohnerzahl im Kreis Vila Verde (1864–2011) | Einwohnerzahl im Kreis Vila Verde (1864–2011) |
| --------------------------------------------- | --------------------------------------------- | --------------------------------------------- | --------------------------------------------- | --------------------------------------------- | --------------------------------------------- | --------------------------------------------- | --------------------------------------------- | --------------------------------------------- |
| 1864                                          | 1900                                          | 1930                                          | 1960                                          | 1981                                          | 1991                                          | 2001                                          | 2011                                          |                                               |
| 31.442                                        | 32.053                                        | 36.990                                        | 42.256                                        | 44.432                                        | 44.056                                        | 46.579                                        | 47.768                                        |                                               |

### Kommunaler Feiertag
- 13. Juni

### Städtepartnerschaften
- Lohmar, Bundesrepublik Deutschland (seit 1986)[6]
- Petit-Couronne (Kanton Grand-Couronne), Frankreich (seit 1989)[7]
- Saint-Mandé, Frankreich (in Anbahnung)[8]

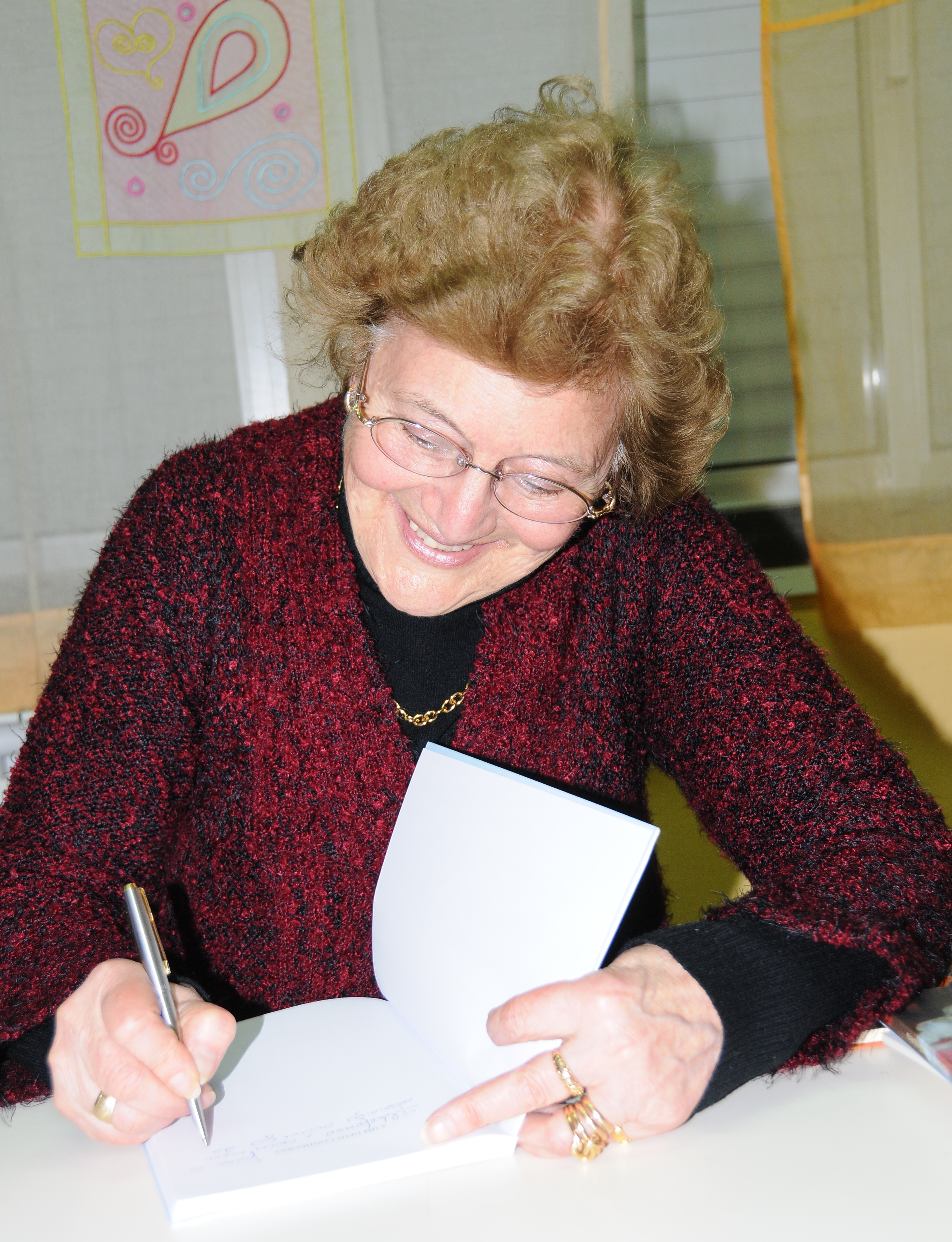
Maria do Céu Nogueira

## Söhne und Töchter der Stadt
- Francisco Lopes de Azevedo Velho da Fonseca (1809–1876), adliger Buchsammler, Herausgeber, Übersetzer und Autor
- Francisco de Campos de Azevedo Soares (1818–1901), adliger Verwaltungspolitiker und Richter
- Manuel Joaquim Machado Rebelo (1834–1930), als Koch bekannt gewordener katholischer Priester
- Maria do Céu Nogueira (* 1933), Schriftstellerin
- Peixoto Alves (* 1941), Radrennfahrer, Gewinner der Portugal-Rundfahrt 1965
- José Manuel Fernandes (* 1967), Politiker (PSD), war von 1997 bis 2009 Bürgermeister von Vila Verde
- Manuel Mota (* 1977), Fußballschiedsrichter, betreibt eine Metzgerei in Vila Verde
- Nuno Filipe Rodrigues Silva (* 1979), Fußballspieler
- Bruno Gama (* 1987), Fußballspieler
- Tiago Sá (* 1995), Fußballspieler
- Pedro Malheiro (* 2001), Fußballspieler